# Pozdvihni se, duše, z prachu
Pozdvihni se, duše, z prachu je česká mešní píseň. Její text napsal Boleslav Jablonský, nápěv pochází z Knihy chorální ku kancionálku vydanému pro biskupství královéhradecké, která vyšla v Litoměřicích v roce 1847. V jednotném kancionále, v němž má přepracovaný text, je označena číslem 517. Má dvě sloky pro vstup, po jedné před evangeliem a při obětním průvodu, dvě k přijímání a jednu na závěr. 
Ve Zpěvníku Církve československé husitské je píseň se stejným názvem a mírně jiným nápěvem a textem obsažena pod číslem 41. 